# 伊玛目
伊瑪目（阿拉伯语：‎  /复数‎ ；波斯語：‎），也直譯爲教長，
原是阿拉伯語中的「領袖」。而一國之領袖也可以這樣稱呼的，但本文的伊瑪目（The Imam，‎）在伊斯蘭教中有極其重要的地位，尤見於什葉派。在伊斯蘭教興起的最初幾世紀中，伊瑪目一詞是用稱呼伊斯蘭帝國領袖哈里發的。它也是一個名譽化的頭銜，如阿布·哈尼法可譯為「領袖的哈尼法父親」。
伊玛目在阿拉伯语中原意是“领袖、师表、表率、楷模、祈祷主持”的意思。逊尼派中该词亦為此意，是伊斯兰教集体礼拜时在众人前面率众礼拜者。在什叶派中，伊玛目代表教長，即人和真主之间的中介，有特别神圣的意义，《古兰经》中的隐义，只有通过伊玛目的秘传，信众才能知其奥意。当代什叶派内部分为十二伊玛目宗、七伊玛目宗、五伊玛目宗、阿拉维派等分支。其中十二伊玛目宗认定，从阿里开始，总共有过十二位伊玛目，其中第十二名伊玛目已经遁世隐没，但将复临人世，带来和平、正义和安定。

## 遜尼派伊玛目
逊尼派与什叶派的伊玛目含義不同，指在伊斯蘭教儀式上領禱的人，見薩拉特，而這樣的伊瑪目並不一定是神職人員。

### 学术权威头衔
该术语還作为伊斯兰宗教学术权威的荣誉称号，特别用于法基赫、四個麦兹海布逊尼学派或伊斯蘭教法學創始人，以及经注權威太甫绥鲁、聖訓學學者，有时也指穆罕默德家族領袖等學術權威。

### 土耳其的伊玛目
伊玛目由国家任命在清真寺工作， 伊玛目哈蒂普學校毕业生或拥有大学神学学位。作爲土耳其宗教事務局的公務職位，只有男性才能被任命，而女性官员则為传教士和古兰经课程导师、宗教服务专家等。这些官员属于逊尼派的哈乃斐学派。
伊斯兰运动的核心人物也被称为伊玛目，就像叙利亚的伊玛目脑威一样。

## 什叶派伊玛目
在什叶派中，伊玛目在信仰中具有更重要含义，指的是团体领袖。十二伊玛目和伊斯玛仪派認爲，这些伊玛目是神選之人，是信徒的完美榜样，并在生活的各个方面领导全人类。 他们还認爲所有选出的伊玛目都没有犯任何罪，无可挑剔，被称为ismah。这些领袖是神所任命的，所以必须追隨。
- 十二伊玛目列表
- 伊斯瑪儀伊瑪目列表（英语：List of Isma'ili imams）
- 宰德派也门伊玛目（英语：Imams of Yemen）

## 君主
有時，伊玛目同时拥有世俗和宗教权威头衔，作为伊玛目国元首或由埃米尔国、苏丹国元首兼有，如阿曼的伊巴德派和哈瓦利吉派。有时伊玛目是选举产生，而有时則是世襲的，如：
- 阿曼伊瑪目國776年至909年的鲁斯塔姆王朝、1154年至1624年的纳卜汉王朝、1624年至1742年的阿曼雅鲁布王朝以及1744年至今的阿曼蘇丹國賽義德王朝。
- 伊朗最高领袖鲁霍拉·穆萨维·霍梅尼的正式头衔为伊玛目。伊朗多个地区與机构被命名为“伊玛目霍梅尼”，如伊玛目霍梅尼港、伊玛目霍梅尼国际机场、伊玛目霍梅尼综合医院（英语：Imam Khomeini Hospital Complex）、伊玛目霍梅尼国际大学（英语：Imam Khomeini International University）。
- 富塔賈隆伊瑪目國（英语：Imamate of Futa Jallon）是一個西非的富拉尼國家，世俗权力在世袭伊玛目或阿玛米（英语：Almami）之间交替。
- 宰德派伊玛目是世俗和宗教领袖，統治也门一千多年。
- 高加索伊玛目国为选举制的伊玛目国，被俄罗斯帝国吞并，北高加索埃米爾國从俄罗斯独立后领导人头衔为伊玛目与埃米爾。
- 查布巴战争（英语：Char Bouba war）中的柏柏尔宗教军事领袖伊玛目納賽爾丁（英语：Nasr ad-Din (Lamtuna)）1673年建立了持续一年的短暂政权。
- 奥萨伊玛目国（英语：Imamate of Aussa），由阿达尔苏丹国伊玛目艾哈迈德·伊本·依布拉欣·艾加齊（英语：Ahmad ibn Ibrahim al-Ghazi）的亲戚伊玛目穆罕默德·加沙（英语：Muhammad_Gasa）建立。
- 富塔托罗伊玛目国（英语：Imamate of Futa Toro）
- 希拉布伊玛目国（英语：Hiraab_Imamate）
- 奈富塞伊玛目国
- 穆阿玛里德玛目国（英语：Mu'ammarid Imamate）
- 内志伊玛目国
- 尼扎里伊斯瑪儀國（英语：Nizari Ismaili state）